# (15944) 1998 AH5
(15944) 1998 AH5 es un asteroide perteneciente al cinturón de asteroides, descubierto el 8 de enero de 1998 por el equipo del ODAS desde el Centro de Investigaciones en Geodinámica y Astrometría en Caussols.

## Designación y nombre
Designado provisionalmente como 1998 AH5.

## Características orbitales
1998 AH5 está situado a una distancia media del Sol de 3,127 ua, pudiendo alejarse hasta 3,502 ua y acercarse hasta 2,752 ua. Su excentricidad es 0,120 y la inclinación orbital 2,634 grados. Emplea 2019,94 días en completar una órbita alrededor del Sol.
Los próximos acercamientos a la órbita de Júpiter ocurrirán el 24 de agosto de 2034, el 18 de octubre de 2044 y el 26 de enero de 2107.
Pertenece a la familia de asteroides de (24) Themis

## Características físicas
La magnitud absoluta de 1998 AH5 es 13,29. Tiene 9,821 km de diámetro y su albedo se estima en 0,116.